# Nevadiidae
A Nevadiidae a háromkaréjú ősrákok (Trilobita) osztályának a Redlichiida rendjéhez, ezen belül az Olenellina alrendjéhez tartozó család.

## Rendszerezés
A családba az alábbi nemek tartoznak:
- Buenellus
- Cambroinyoella
- Cirquella
- Limniphacos
- Nevadella
- Nevadia
- Plesionevadia
- Pseudojudomia
- Sdzuyomia